# Nork-Marasz
Nork-Marasz (orm. Նորք-Մարաշ) – jedna z dwunastu dzielnic Erywania – stolicy Armenii. Według danych na rok 2022 dzielnicę zamieszkiwało 11 098 osób, a gęstość zaludnienia wyniosła 2331 os./km2.

## Galeria

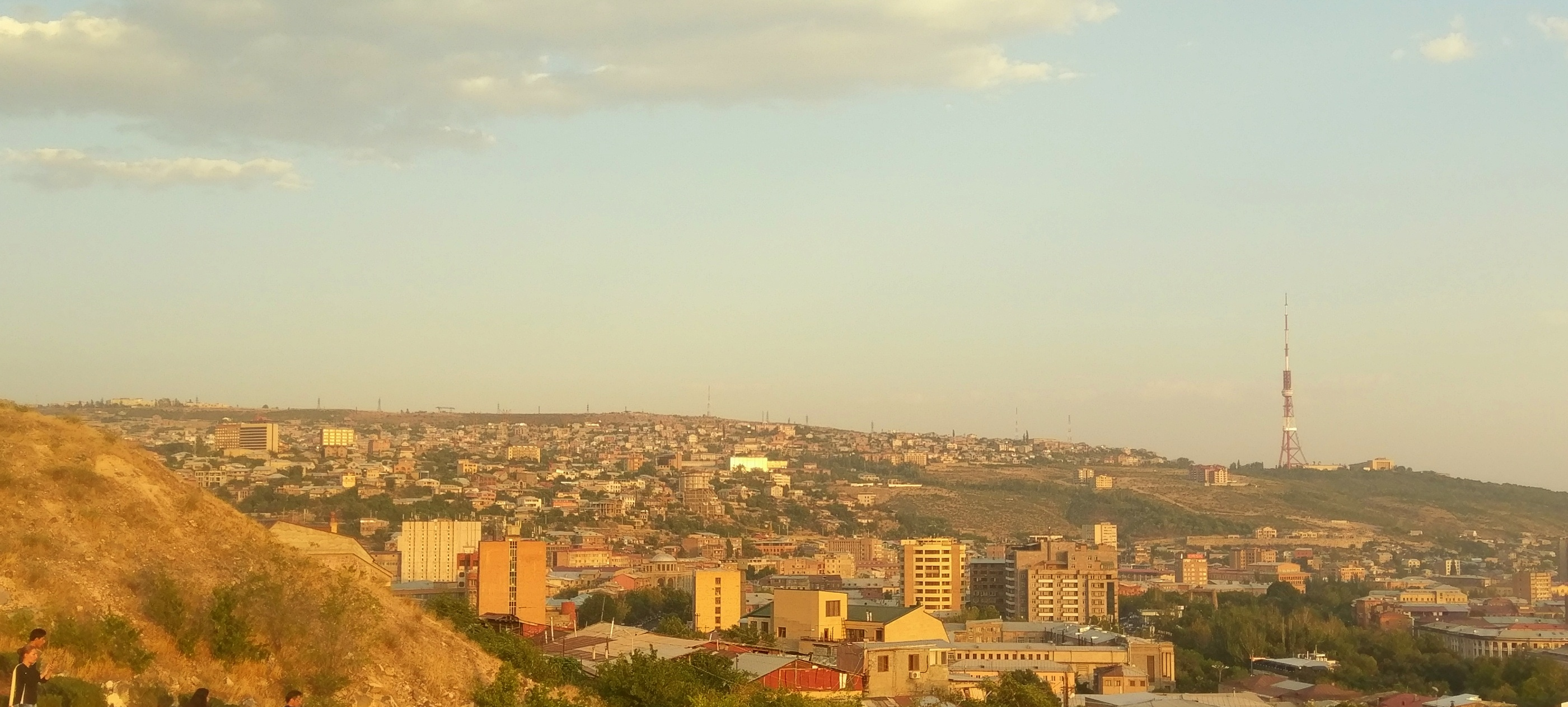
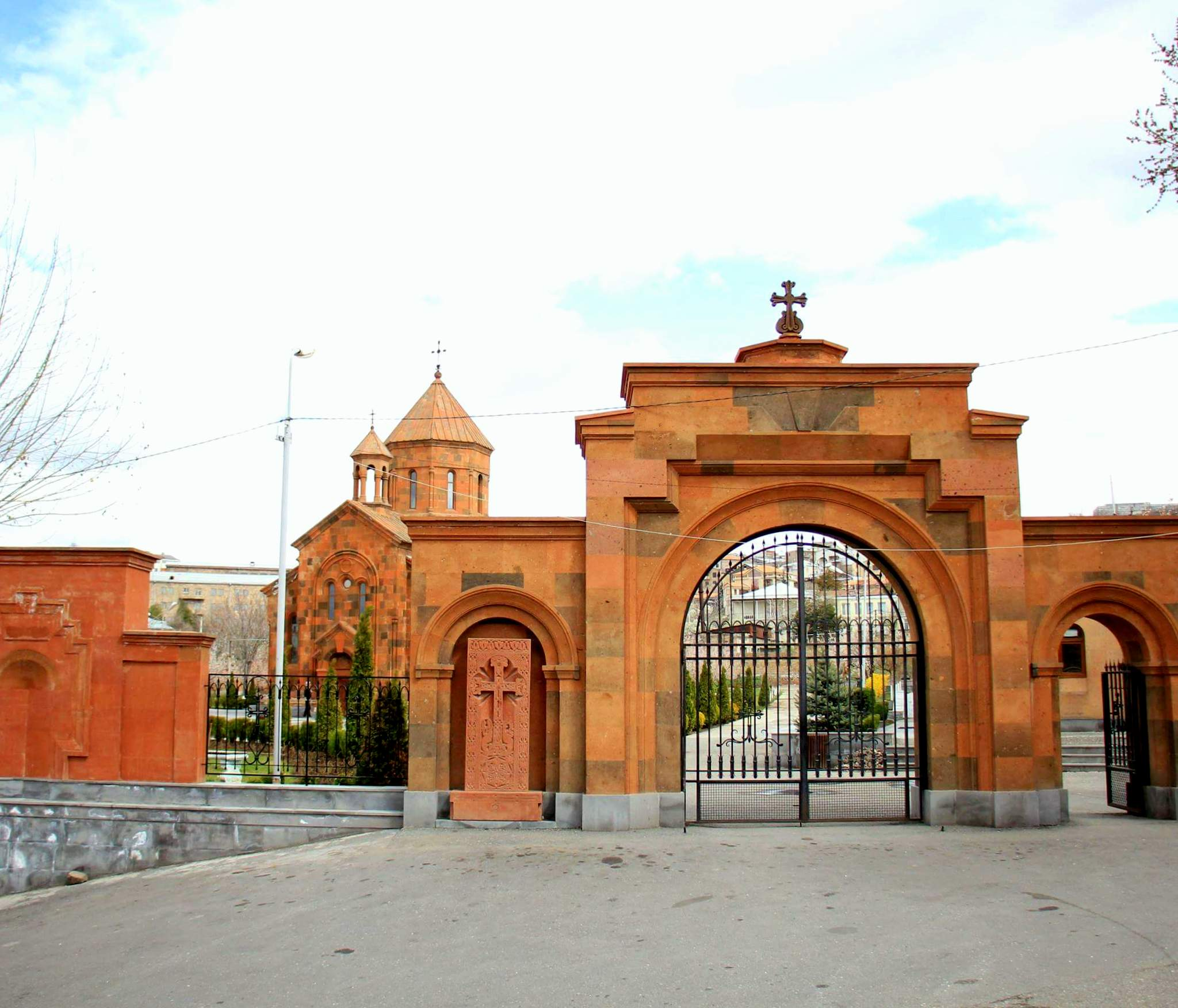
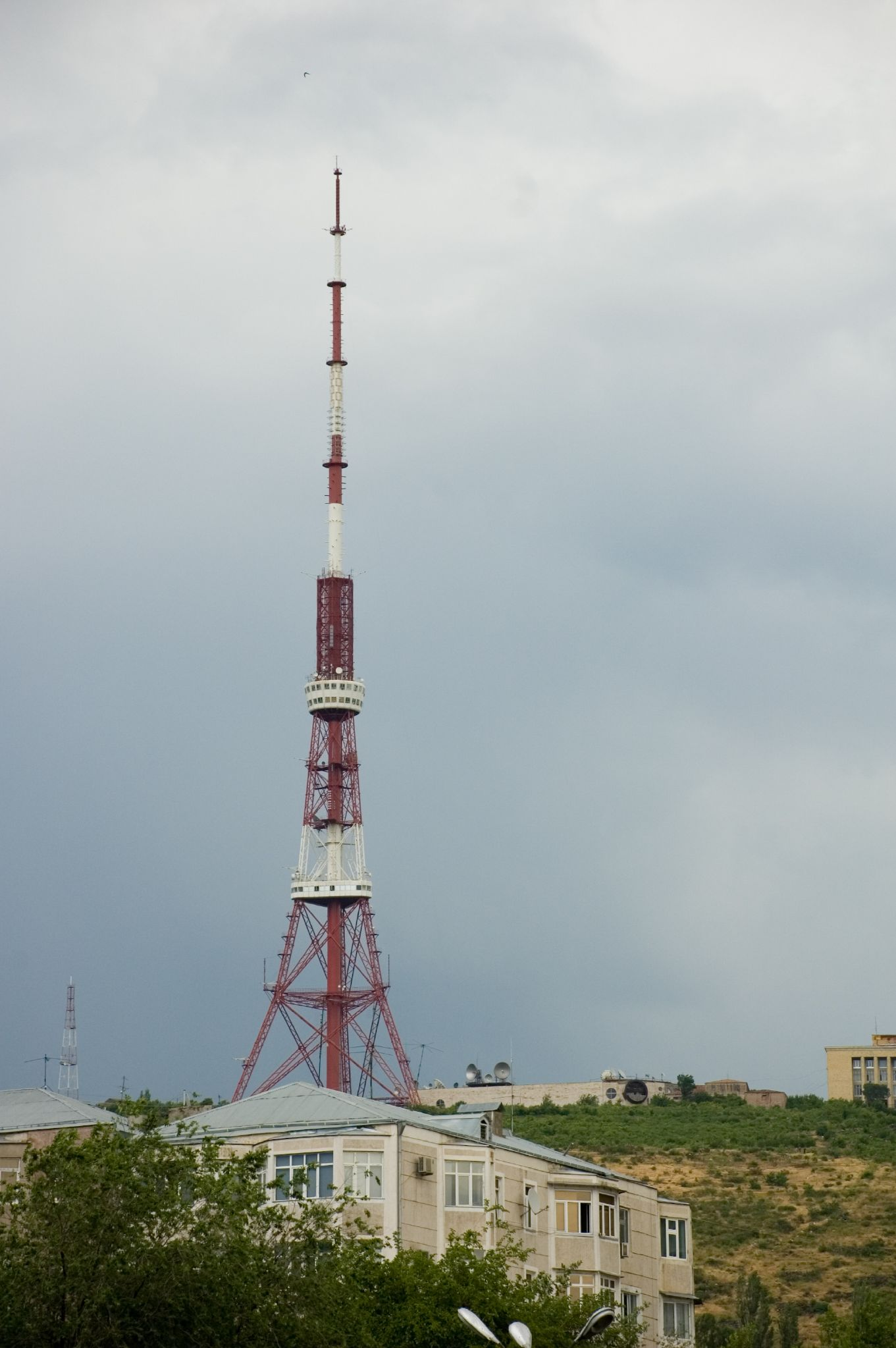
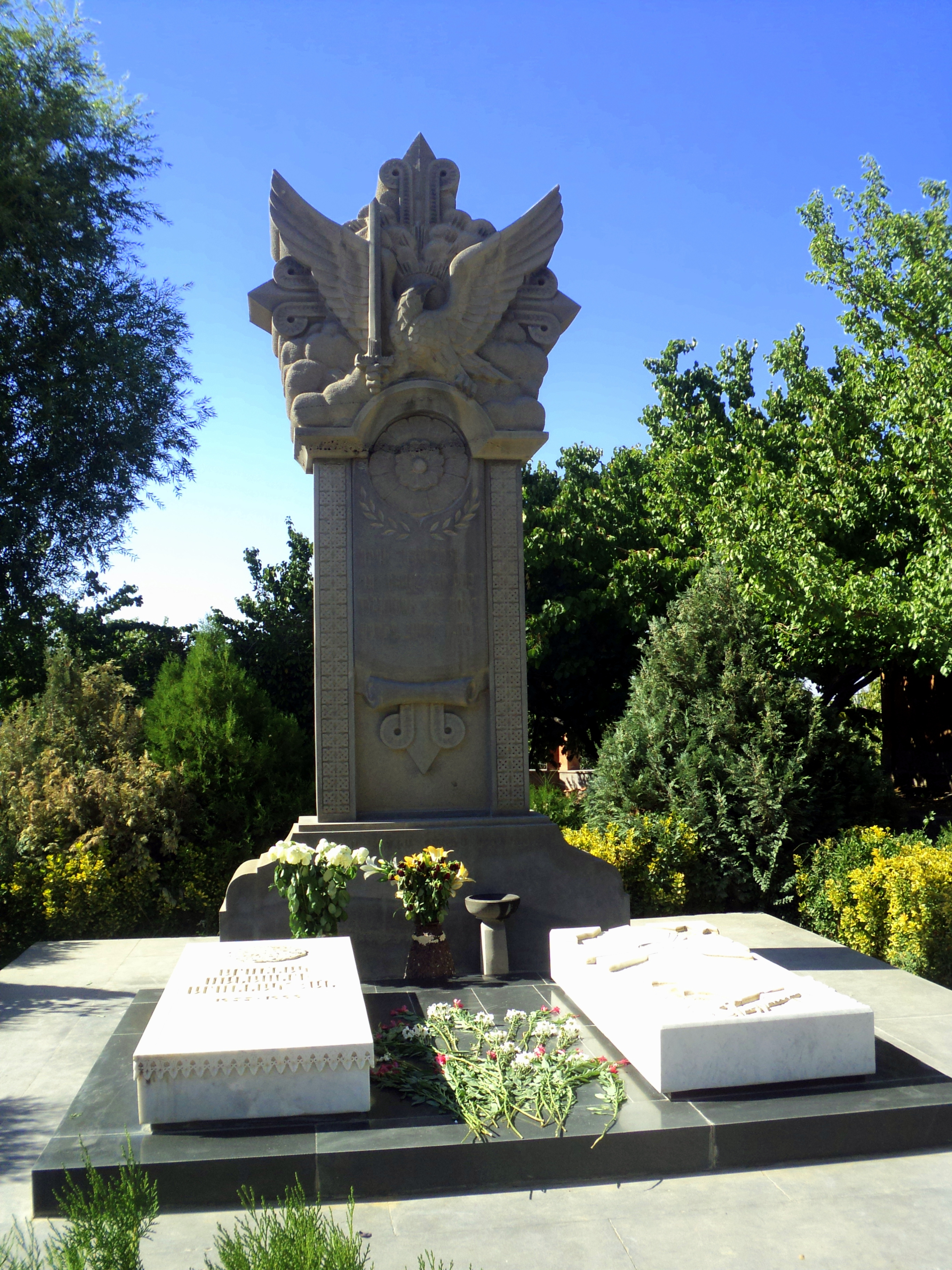